# Ocupação alemã da Bielorrússia

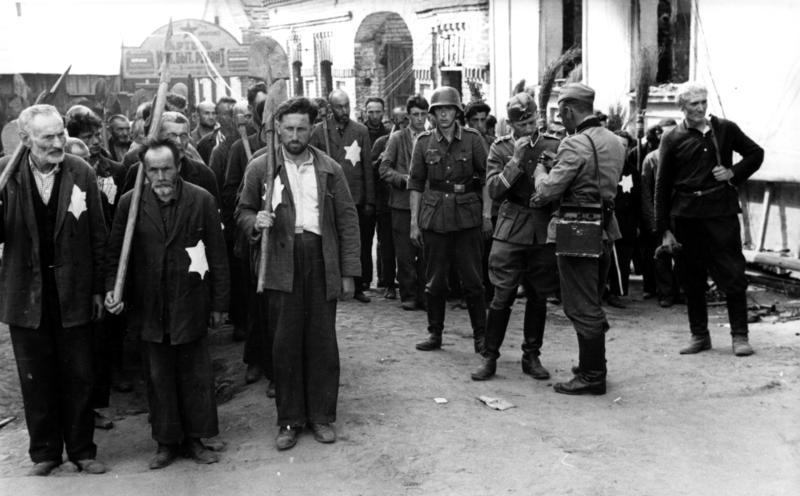
Judeus de Mogilev sendo conduzidos para trabalhos forçados, julho de 1941.

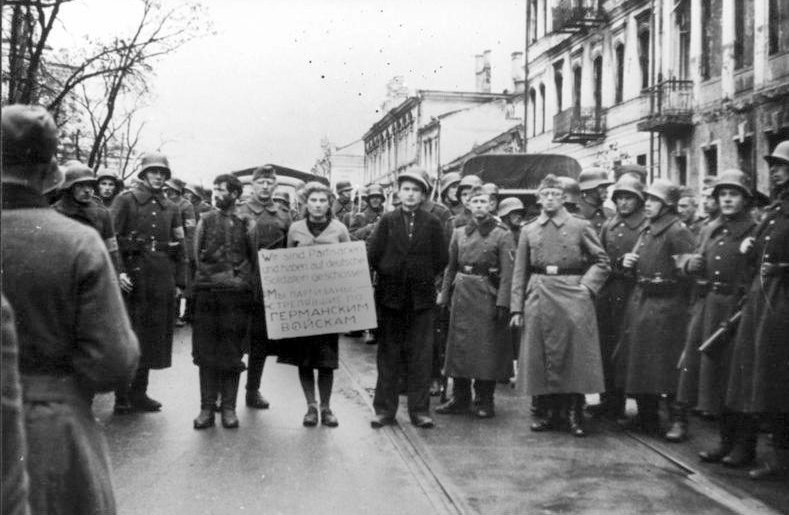
Masza Bruskina com seus camaradas-partisans antes de serem enforcados. Minsk, 26 de outubro de 1941.

A ocupação da Bielorrússia pela Alemanha nazista aconteceu como parte da invasão alemã da União Soviética, ocorrida em 22 de junho de 1941 (Operação Barbarossa), e terminou em agosto de 1944, com a Operação Bagration soviética.
As historiografias soviéticas e bielorrussas estudam este tema no contexto bielorrusso, levando em conta a República Socialista Soviética Bielorrussa (RSSB, república constituinte da União Soviética), em suas fronteiras de 1941, como uma entidade única. Já a historiografia polonesa, ou possivelmente parte dela, insiste em dar um tratamento especial e separado às chamadas 'Terras Orientais' da Polônia, em suas fronteiras de 1921 (conhecidas localmente como "Kresy Wschodnie", a Bielorrússia Ocidental), que foram incorporadas à RSSB depois da Invasão da Polônia pela União Soviética em 17 de setembro de 1939. Mais de 100.000 pessoas na região da Bielorrússia Ocidental foram presas, executadas ou transportadas ao leste da União Soviética pelas autoridades do país antes da invasão alemã. A NKVD (polícia secreta soviética) provavelmente matou mais de 1.000 prisioneiros entre junho e julho de 1941, por exemplo, em Chervyen, Hlybokaye, Hrodna e Vileyka. Estes crimes despertaram o sentimento anticomunista na população bielorrussa, e foram utilizados pela propaganda antissemita nazista.
Após doze meses de domínio soviético na Bielorrússia Ocidental e no oeste da Ucrânia, a Alemanha nazista e seus aliados do Eixo invadiram a União Soviética, em 22 de junho de 1941. A Bielorrússia Oriental sofreu particularmente durante o combate, e a subsequente ocupação alemã. Após sangrentas batalhas e cercos, a totalidade do território atual da Bielorrússia havia sido ocupada pelos alemães, ao fim de agosto de 1941. Como a Polônia havia considerado a anexação soviética ilegal, a maioria dos cidadãos poloneses não havia obtido a cidadania soviética entre 1939 e 1941, e portanto permaneceram cidadãos poloneses sob a ocupação soviética e, posteriormente, alemã.
Desde os primeiros dias da ocupação surgiu um movimento poderoso e cada vez mais bem coordenado de partisans soviéticos. Escondendo-se em bosques e pântanos, os partisans infligiram graves danos às linhas de abastecimento e comunicação alemãs, danificando ferrovias, ligações telegráficas, pontes, atacando depósitos de mantimentos, combustível e transportes e fazendo emboscadas a soldados do Eixo. Nem todos os partisans anti-alemães, no entanto, eram pró-soviéticos. Na maior ação de sabotagem cometida pelos partisans em toda a Segunda Guerra Mundial, a chamada 'distração de Asipovichy', de 30 de julho de 1943, quatro trens alemães com suprimentos e tanques Tiger foram destruídos. Para combater a atividade partisan, os alemães tiveram de recuar forças consideráveis para trás de sua linha de frente. Em 22 de junho de 1944, a imensa ofensiva soviética denominada Operação Bagration foi lançada, reconquistando finalmente todo o território bielorrusso ao fim de agosto.
A Alemanha impôs um regime brutal, deportando cerca de 380.000 pessoas para realizarem trabalhos escravos, e matando mais centenas de milhares de civis. Ao menos 5.295 localidades bielorrussas foram destruídas pelos nazistas e tiveram alguns (quando não todos) de seus habitantes mortos (de 9.200 localidades que foram destruídas, no total, no país durante a Segunda Guerra). Mais de 600 vilas, como Khatyn, foram aniquiladas juntamente com toda a sua população. No total, 2.230.000 de pessoas foram mortas na Bielorrússia durante os três anos de ocupação alemã.